# Riot Act
Riot Act — седьмой студийный альбом американской рок-группы Pearl Jam, вышедший в 2002 году на лейбле Epic Records. Проведя тур в поддержку предыдущего альбома Binaural, Pearl Jam взяли год перерыва, вслед за которым в начале 2002 года приступили к записи Riot Act. После выпуска альбома в 2003 году группа отправилась в концертное турне, во время которого отметилась рядом политических акций. Riot Act стал последним альбомом группы, изданным лейблом Epic Records.
В музыкальном плане альбом сочетает различные жанры, включая фолк-рок, арт-рок и экспериментальный рок. Тексты песен сосредоточены вокруг экзистенциальных тем. Часть песен была написана под влиянием событий 11 сентября и трагического инцидента во время выступления группы на фестивале в Роскилле в 2000 году.
Альбом получил преимущественно положительные отзывы критиков и был удостоен золотой сертификации в США.

## Запись
Riot Act записывался с февраля по апрель 2002 года на Bad Animals Studio в Сиэтле. Для продюсирования своего седьмого студийного альбома группа пригласила Адама Каспера, который продолжил работу с коллективом и на последующих релизах. Выбрать Каспера в качестве ведущего звукорежиссёра предложил ударник Мэтта Кэмерон, работавший с ним в составе Wellwater Conspiracy и Soundgarden. Микширование альбома было доверено Брендану О’Брайану, продюсеру предыдущих работ Pearl Jam. Большинство песен было записано вживую, без применения Pro Tools.
Как и во время создания Yield и Binaural, до начала совместной сессии звукозаписи музыканты занимались написанием материала раздельно. По словам Кэмерона, каждый участник группы приносил в студию «четыре-пять интересных идей», многие из которых приходилось «просто отсеивать и начинать все заново». Веддер придумывал тексты прямо во время записи музыки к песням, в той же комнате, где находились остальные участники группы. В результате группа записывала демоверсию, поверх которой накладывали вокал Эдди Веддера. Рассказывая о творческом процессе, гитарист Стоун Госсард отмечал, что игра в одиночку «закрепощала его, не позволяя исполнить партии как можно лучше». При этом он высоко оценил командную работу коллектива во время написания песен.
Riot Act стал первым альбом группы, в записи которого принял участие клавишник Кеннет Гаспар, внёсший особенно заметный вклад в написание песни «Love Boat Captain». По его словам, песня был придумана во время джем-сейшн с Веддером на Гавайях, уже на второй встрече после их знакомства. Затем Гаспар отправился вместе с Веддером в студию в Сиэтл. Позднее Госсард положительно отзывался о Кеннете, отмечая его «открытость к новым идеям», в то время как Веддер особенно выделил его умение подстроиться под «динамику группы». Гитарист Pearl Jam, Майк Маккриди, говорил, что «всегда хотел видеть в группе именно такого клавишника».
После релиза альбома Маккриди в одном из интервью тепло отзывался об особой атмосфере в студии, способствовавшей продуктивности творческого процесса. Кэмерон говорил, что запись этой пластинки состоялась благодаря Адаму Касперу и его способности наладить между участниками ровные рабочие отношения. По словам Госсарда, значительное влияние на группу оказало исполнительское мастерство Кэмерона и азарт Веддера во время записи песен.

## Музыкальный стиль
Riot Act характеризуется разнообразным звучанием, включающим в себя фолк-музыку и экспериментальный рок. Так, при записи композиций «You Are», «All or None» и «Bu$hleaguer» музыканты использовали альтернативные гитарные строи. Стивен Томас Эрлевайн из AllMusic писал, что «Riot Act — это альбом, который Pearl Jam пытались сделать ещё со времён Vitalogy, — крепкая арт-рок-запись, которая по-прежнему сильно бьёт, но наполнена непонятными поворотами и шероховатостями». Госсард говорил: «Riot Act отлично демонстрирует многие наши идеи. Это простые рок-песни, которые мы могли написать гораздо раньше, но при этом они охватывают больший промежуток времени».

### Тематика песен
По сравнению с предыдущими релизами, тексты Riot Act были более прямолинейными, что объяснялось политической обстановкой после терактов 11 сентября 2001 года. Басист Джефф Амент утверждал, что ведущей темой альбома является любовь. Веддер стремился донести до слушателей темы любви, утраты и борьбы. Это было связано с тяжёлым переживанием событий 11 сентября 2001 года и инцидента на фестивале в Роскилле в 2000 году, когда в ходе давки на концерте погибли девять поклонников группы — «Ты начинаешь чувствовать что-то вроде: что я должен сказать? какое у меня мнение об этом? Тогда я и понял, что у меня всё же есть своё мнение. Кроме того, я ощущал, что эти мысли были результатом осмысления большого количества информации и следования хорошим ориентирам». Амент также говорил: «Думаю, настало время немного повысить голос. <…> И Эду это отлично удалось, при том с юмором и загадочным, магическим подходом. Это не просто что-то вроде: „Мы разозлились, к черту тебя! Бунт! Анархия!“ Это не выход. По крайней мере, не сейчас». Комментируя общий замысел альбома, Веддер сказал: «Я думаю, эта пластинка вышла несколько односторонней. Но я полагаю, что как страна, мы должны понять, почему вмешиваемся в ближневосточные дела. Этот пустой патриотизм пугает меня». Он также добавил: «Содержание песен Riot Act отражает мои сегодняшние мысли. Я настроен оптимистично, но разочарован, преисполнен надеждами и в то же время раздосадован».
Некоторые песни в альбоме были написаны под влиянием событий на фестивале в Роскилле. Например, первый сингл «I Am Mine» был написан Веддером в 2000 году в гостиничном номере, перед первым концертом после инцидента. Другая песня, «Love Boat Captain», содержит краткую отсылку к этому событию («Потеряли девять друзей, которых мы никогда не узнаем… два года назад»). Вспоминая тот период, когда сочинялись эти песни, Веддер заметил: « Было много смертей… Жуткое время, чтобы что-то писать. Фестиваль изменил и нас как людей, и наше мировоззрение, показав, что мир стал другим».
Ряд текстов песен писались Веддером в соавторстве с другими членами группами. Так, вместе с Аментом была написана «Ghost», с Кэмероном — «You Are», а с Госсардом — «Bu$hleaguer» и «All or None». Тексты к композициям «Get Right» и «Help Help» были полностью написаны Кэмероном и Аментом соответственно. Лирическое содержание песен сфокусировано на экзистенциальной тематике («Love Boat Captain», «Cropduster», «I Am Mine»), а также на социальных и политических проблемах («Green Disease», «Bu$hleaguer», «1/2 Full»). В песне «Save You» говорится о злости, которую испытывает человек, когда его близкий друг прожигает свою жизнь. Рассуждая о песне «Love Boat Captain», Веддер сказал: «Любовь — это единственный ресурс, который корпорации не смогут монополизировать». Другая песня, «Cropduster», по его словам, «о человеке с раздутым эго, который считает себя самым главным на планете». Комментируя текст песни «Green Disease», Веддер заявил, что он был «озадачен» зарплатами на высших корпоративных должностях: «Как кто-то может оправдать то, что он отнимает средства к существованию у других людей?». Композиция «Bu$hleaguer» является сатирой на Джорджа Буша.

## Обложка и название
В качестве обложки альбома представлена фотография, сделанная Аментом, на которой изображены два скелета с коронами, возможно, символизирующими короля и королеву. Фигурки скелетов были изготовлены Келли Гиллиамом. По словам Амента, группе было трудно придумать название альбома. После окончания записи альбома группа провела несколько недель, пытаясь придумать название. В итоге Веддер предложил Riot Act, на что остальные участники группы согласились, поскольку устали от процесса выбора. Маккриди утверждал, что название не несёт в себе какого-то скрытого смысла. Он говорил: «Полагаю, мы пытались придумать название, которое бы как-нибудь отразило ту часть пластинки, которую мы считали злободневной и громкой… Кажется, оно вполне подходит».

## Тур
В поддержку альбома в 2003 году Pearl Jam отправились в гастроли по Австралии, Японии и Северной Америке. Для клавишника Гаспара эти туры стали первыми в составе группы. Два этапа североамериканского турне пришлись на Средний Запад США, а также Восточное и Западное побережья, где предполагалось отыграть больше всего концертов. Все ещё сохранявшиеся у музыкантов опасения, связанные с инцидентом на фестивале в Роксилле, привели к тому, что группа полностью отказалась от выступлений на фестивалях и открытых площадках.
Во время тура большую огласку получили выступления политической направленности. На многих концертах, проводившихся в рамках североамериканского тура, Веддер, исполняя песню «Bu$hleaguer», надевал резиновую маску Джорджа Буша, а затем вешал её на микрофонную стойку, как будто предоставляя ей возможность спеть. По словам участников группы, во время шоу в Pepsi Center, в Денвере, ряд фанатов покинули концерт, после того как Веддер «насадил» маску Буша на стойку. 30 апреля в Нью-Йорке, после исполнения песни в Nassau Coliseum, в зале стали скандировать «U-S-A». В ответ Веддер выступил с речью в защиту свободы слова, после чего коллектив исполнил песню «Know Your Rights» группы The Clash. Во время тура по Северной Америке песня «Arc» исполнялась девять раз, в память о жертвах в Роскилле.
Концерты, записанные во время гастролей, выпускались официальными бутлегами, которые были доступны на сайте группы. Шесть бутлег-записей концертов в Перте, Токио, Стейт Колледж, Мэнсфилде и двух выступлений в Мэдисон-сквер-гарден поступили для продажи в музыкальные магазины. Кроме того, было выпущено два DVD, Live at the Showbox и Live at the Garden, с записями концертов в Сиэтле и Нью-Йорке соответственно. При подготовке к выпуску восьмого студийного альбома Pearl Jam приняли участие в ряде политических митингов и благотворительных концертов.

## Отзывы

### Продажи
Riot Act дебютировал на пятой позиции в чарте Billboard 200 с 166 000 проданными копиями за первую неделю с начала продаж. Общие продажи в США составили 508,000 копий, согласно Nielsen SoundScan. Riot Act был сертифицирован как «золотой» Американской ассоциацией звукозаписывающих компаний. Международная реакция на Riot Act также была позитивной. Альбом возглавил чарт Австралии, где был удостоен платиновой сертификации, став самым продаваемым релизом 2002 и 2003 годов. Riot Act занял вторую строчку чартов Италии и Новой Зеландии, третью в чарте Норвегии и четвёртую в чарте Канады.
Из альбома было выпущено три сингла. Первый сингл «I Am Mine» занял 43-ю позицию в Billboard Hot 100 и 6-ю позицию в Modern rock. В качестве второго сингла альбома для США был выпущен «Save You», в других странах состоялся релиз «Love Boat Captain». «Save You» попал в чарты Mainstream Rock и Modern Rock. В поддержку альбома были сняты клипы на песни «I Am Mine», «Save You», «Love Boat Captain», «Thumbing My Way», и «1/2 Full».

### Критика
| Оценки критиков      | Оценки критиков |
| Источник             | Оценка          |
| -------------------- | --------------- |
| AllMusic             | [ 13 ]          |
| Entertainment Weekly | (B)             |
| The Guardian         | [ 44 ]          |
| The New York Times   | (смешанная)     |
| NME                  | (8/10)          |
| Pitchfork Media      | (4.9/10)        |
| Q                    | [ 48 ]          |
| Robert Christgau     | [ 49 ]          |
| Rolling Stone        | [ 50 ]          |
| Spin                 | [ 51 ]          |

На ресурсе Metacritic на основании 20 обзоров Riot Act получил рейтинг 73 из 100. Обозреватель NME, Луис Паттисон, в целом положительно оценивший альбом, описал музыкальную составляющую Riot Act как «звучание среднего возраста». По мнению рецензента AllMusic, Стивена Томаса Эрлевайна, альбом является «одной из самых внушительных записей группы». Журнал Spin также положительно отозвался о Riot Act, охарактеризовав альбом как «баланс между эмоциональной помпезностью и напряжённым потным хард-роком». Критик Роберт Кристгау в своём обзоре особенно выделил мастерство музыкантов, положительно сказывающееся на точности и эмоциональности исполнения.
Rolling Stone, напротив, сдержанно отозвались об альбоме, отметив в своём обзоре, что группа «целенаправленно делает своё звучание усталым» уподобляясь Нилу Янгу. Крис Уиллман из Entertainment Weekly положительно отозвался о вкладе Веддера в альбом, назвав его исполнение «предельно сконцентрированным». Он добавил, что в альбоме «слишком мало напряжённых ритмических конструкций», в связи с чем общая концепция «бунта» кажется недосказанной. Журнал Q, также нейтрально оценивший релиз, назвал Riot Act «взрослой рок-записью, в которой тонкость сменяется бравадой».
Хьюго Линдгрен из The New York Times отметил в своём отзыве, что «запись звучит так, как будто она была сделана, чтобы незаметно проскочить на рынок и установить контакт с фанатами, а всех остальных оставить в покое». Он также писал: «здесь нет ни одного цепляющего сингла, ни одного отголоска текущих музыкальных веяний». Подводя итог обзору альбома, Линдгрен добавил, что «группа по-прежнему звучит на мировом уровне». Адам Свитинг из The Guardian подверг Riot Act критике за непоследовательный композиционный строй, «второсортное звучание» и общую жанровую дисгармоничность музыки, а также сравнил Pearl Jam с вымышленной группой Stillwater из фильма Кэмерона Кроу «Почти знаменит». По мнению же Кайла Рейтера из Pitchfork Media, главной проблемой является «не жанровый разброс», а «общая монотонность звучания, усиливающаяся от песни к песне».

## Список композиций
Все тексты написаны Эдди Веддером, если не указано иначе.
| №  | Название            | Музыка                                    | Длительность |
| -- | ------------------- | ----------------------------------------- | ------------ |
| 1. | «Can't Keep»        | Веддер                                    | 3:39         |
| 2. | «Save You»          | Амент, Кэмерон, Госсард, Маккриди, Веддер | 3:50         |
| 3. | «Love Boat Captain» | Бум, Веддер                               | 4:36         |

| №  | Название          | Текст песни   | Музыка  | Длительность |
| -- | ----------------- | ------------- | ------- | ------------ |
| 4. | «Cropduster»      |               | Кэмерон | 3:51         |
| 5. | «Ghost»           | Амент, Веддер | Амент   | 3:15         |
| 6. | «I Am Mine»       |               | Веддер  | 3:35         |
| 7. | «Thumbing My Way» |               | Веддер  | 4:10         |

| №   | Название        | Текст песни     | Музыка  | Длительность |
| --- | --------------- | --------------- | ------- | ------------ |
| 8.  | «You Are»       | Кэмерон, Веддер | Кэмерон | 4:30         |
| 9.  | «Get Right»     | Кэмерон         | Кэмерон | 2:38         |
| 10. | «Green Disease» |                 | Веддер  | 2:41         |
| 11. | «Help Help»     | Амент           | Амент   | 3:35         |

| №                   | Название            | Текст песни         | Музыка              | Длительность |
| ------------------- | ------------------- | ------------------- | ------------------- | ------------ |
| 12.                 | «Bu$hleaguer»       | Госсард, Веддер     | Госсард             | 3:57         |
| 13.                 | «½ Full»            |                     | Амент               | 4:10         |
| 14.                 | «Arc»               |                     | Веддер              | 1:05         |
| 15.                 | «All or None»       | Госсард, Веддер     | Госсард             | 4:37         |
| Общая длительность: | Общая длительность: | Общая длительность: | Общая длительность: | 54:15        |

## Участники записи
Pearl Jam
- Джеф Амент — бас-гитара, гитара
- Майк Маккриди — гитара, вокал
- Мэтт Кэмерон — ударные, гитара
- Стоун Госсард — гитара, пианино,
- Эдди Веддер — вокал, гитара, гармоника

Производство
- Джон Бертон — звукоинженер
- Денни Клинч — фотографии
- Бум Гаспар — орган Хаммонда
- Кенни Гиллиам — ковка фигур для обложки
- Сэм Хофстедт — звукоинженер
- Адам Каспер — продюсер, пианино
- Грегг Кеплингер — техник по ударным
- Брэд Клаусен — иллюстрации, оформление упаковки
- Брендан О’Брайан — микширование
- Pearl Jam — продюсирование
- Джордж Уэбб — техник по гитарам

## Позиции в чартах
| Чарт(2002)          | Позиция |
| ------------------- | ------- |
| Австралия           | 1       |
| Австрия             | 24      |
| Бельгия (Фландрия)  | 12      |
| Бельгия (Валлония)  | 20      |
| Канада              | 4       |
| Дания               | 16      |
| Нидерланды          | 23      |
| Финляндия           | 21      |
| Франция             | 30      |
| Германия            | 13      |
| Ирландия            | 9       |
| Италия              | 2       |
| Япония              | 35      |
| Новая Зеландия      | 2       |
| Норвегия            | 3       |
| Польша              | 6       |
| Португалия          | 3       |
| Испания             | 20      |
| Швеция              | 13      |
| Швейцария           | 13      |
| Великобритания      | 34      |
| US Billboard 200    | 5       |
| Top Internet Albums | 2       |

| Страна         | Сертификация |
| -------------- | ------------ |
| Австралия      | Платиновый   |
| Бразилия       | Золотой      |
| Канада         | Золотой      |
| Новая Зеландия | Золотой      |
| Великобритания | Серебряный   |
| США            | Золотой      |

### Синглы
| 2002                                                                      | «I Am Mine»         | 43 | 7  | 6  | 12 | 2  | 20 | 60 | 35 | 4  | 58 | 10 | 48 | 29 | 59 | 26  |
| 2002                                                                      | «Bu$hleaguer»       | —  | —  | —  | —  | —  | —  | —  | —  | —  | —  | —  | —  | —  | —  | —   |
| 2003                                                                      | «Save You»          | —  | 23 | 29 | —  | 17 | —  | —  | —  | —  | —  | —  | —  | —  | —  | —   |
| 2003                                                                      | «Love Boat Captain» | —  | —  | —  | 29 | 16 | —  | —  | —  | 23 | —  | —  | —  | —  | —  | 110 |
| «—» означает, что сингл не попал в чарт или не издавался в данной стране. |                     |    |    |    |    |    |    |    |    |    |    |    |    |    |    |     |